# Storia dell'astronomia antica (Bailly)
(Il sottotitolo dell'opera di Bailly; Seneca, Naturales quæstiones, Libro VI.)
La Storia dell'astronomia antica (titolo originale in francese: Histoire de l'astronomie ancienne, depuis son origine jusqu'à l'établissement de l'école d'Alexandrie) è un saggio storico-speculativo e divulgativo scritto dall'astronomo e letterato francese Jean Sylvain Bailly. Opera iniziale di un'imponente tetralogia di lavori sull'intera storia dell'astronomia, con questo libro Bailly iniziò a delineare la sua concezione della storia, incominciando anche ad elaborare le sue ipotesi sull'esistenza di un antichissimo popolo nordico scientificamente sviluppato, che istruì tutti i popoli dell'antichità più recente (come i Greci, gli Egizi, i Cinesi e gli Indiani).
Da quest'opera, inoltre, nacque una interessante corrispondenza epistolare tra lo stesso Bailly e il celebre filosofo Voltaire, che fu pubblicata da Bailly nelle Lettres sur l'origine des sciences.

## Contesto generale

### Concezione storica di Bailly
Da Leibniz e da Voltaire Bailly aveva imparato una nuova filosofia della storia. La storia non era più intesa come un mero oggetto di curiosità né come la cronaca di fatti superficiali, ma come fonte profonda di conoscenza e comprensione. Così come era d'accordo con i philosophes nei confronti dello scopo didattico dell'arte, Bailly era d'accordo con loro anche sullo scopo didattico della storia («historia magistra vitae» avrebbe detto Cicerone) in quanto essa dava una duplice lezione, insegnando dei buoni precetti da seguire e mostrando anche dei cattivi esempi da non accogliere. Latente nella storia, secondo Bailly, c'erano le universali e durature verità che documentavano il progresso dell'uomo dal momento della sua creazione. Ma nel suo studio della storia, nella sua elaborazione di un percorso storico del progresso scientifico, Bailly voleva applicare la pietra di paragone della semplicità, il rasoio di Occam, cercando sempre quelle che lui definiva le spiegazioni più semplici o più generali, o almeno presunte tali. Tutto questo però nella consapevolezza che non tutto poteva essere «dimostrato come le verità matematiche»: non poteva dunque che applicare, in quelle che lui stesso riteneva solo delle ipotesi, la categoria della vraisemblance (la verosimiglianza), imparata dall'esempio di Leibniz. L'obiettivo era quello di trovare delle "ipotesi storiche" quanto più verosimili possibili, almeno a suo giudizio.

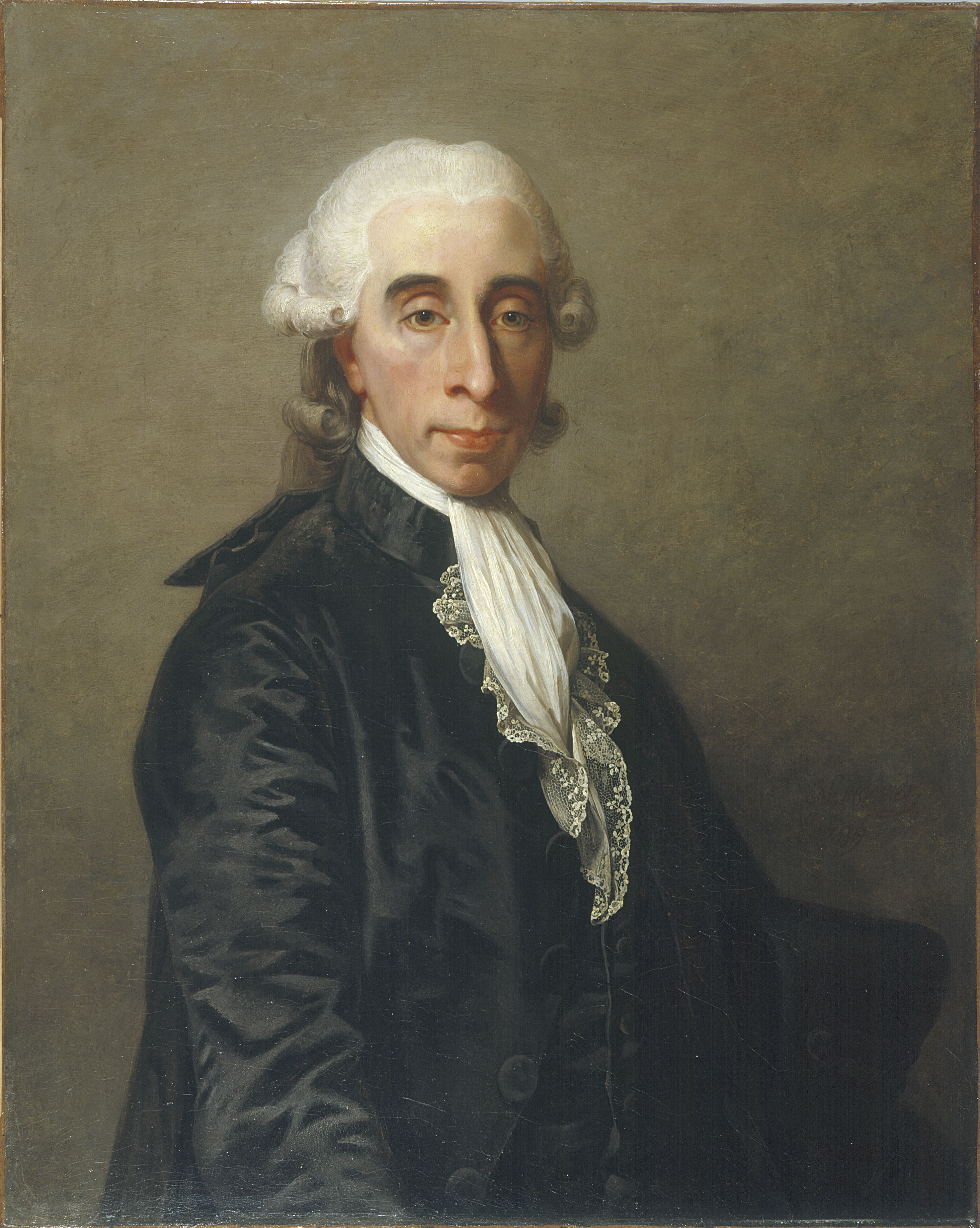
Jean Sylvain Bailly.

Come nel campo degli studi astronomici precedenti, quindi, Bailly ricercava sempre la spiegazione più semplice e quella che avrebbe coperto più prove storiche possibili. Questo era dunque sia un procedimento di generalizzazione che di semplificazione, anche eccessivo in alcuni casi. A questo punto nello sviluppo del suo pensiero, a Bailly arrivò l'influenza di Court de Gébelin che in generale stava procedendo nella stessa direzione. Per alcuni anni i due lavorarono separatamente, ma lungo linee parallele, sull'interpretazione storica del mito e dell'allegoria, alla ricerca di una chiave di lettura sicura per accedere al passato. La storia di Bailly, come quella di Court de Gébelin, voleva essere la storia dell'umanità, delle leggi universali più che quella meramente cronologica o degli specifici eventi. Bailly scrisse infatti nell'Elogio di Molière: «La ricerca delle conoscenze degli antichi è il primo passo di un popolo che marcia verso la luce». Questa è un'indicazione di quanto presto, nella sua formazione, questo concetto si stesse formando nella sua mente. Secondo lo storico Burrows Smith, biografo di Bailly: «il suo rispetto per l'antichità era esagerato, ed egli fu frequentemente deluso da quella convinzione [che lui aveva e] secondo cui l'uomo primitivo aveva raggiunto uno stato di conoscenza pari o superiore a quella dell'uomo moderno». La sua fede professata verso il progresso si qualificava quindi attraverso il sospetto che il progresso consistesse nel ri-raggiungimento di un livello già raggiunto nel remoto passato.

### La tetralogia sulla storia dell'astronomia
Nel 1775 Bailly pubblicò un largo volume in quarto intitolato Histoire de l'astronomie ancienne, depuis son origine jusqu'à l'établissement de l'école d'Alexandrie. Esso fu seguito nel 1779 da un'ulteriore opera, stavolta in due volumi, dello stesso formato del precedente, intitolata Histoire de l'astronomie moderne depuis la fondation de l'école d'Alexandrie jusqu'à l'époque de 1730. Un'altra opera apparve nel 1782, l′Histoire de l'astronomie moderne, jusqu'à l'époque de 1782. Queste tre opere, assieme al Traité de l'astronornie indienne et orientale, ouvrage qui peut servir de suite à l'histoire de l'astronomie ancienne del 1787, costituiscono la tetralogia di Bailly sulla storia dell'astronomia. Esse formano insieme un panorama di circa 3000 pagine del lungo e lento sviluppo storico del corpus della conoscenza moderna.
Nonostante le speculazioni immaginative del primo volume e gli errori di fatto dell'ultimo il lavoro, complessivamente, merita un posto di rilievo nello studio della storia della scienza.
Così ad esempio il critico Sainte-Beuve recensisce l'opera di Bailly:
(Sainte-Beuve nelle Causeries du lundi.)
La genesi di questa storia non è immediatamente evidente. Tra i documenti lasciati da Bailly al tempo della sua morte e pubblicati postumi da Michel de Cubières nel Recueil de pièces intéressantes ci sono diversi lunghi estratti dalle Histoire des mathématiques di Jean-Étienne Montucla. Montucla era molto interessato all'astronomia come scienza intimamente connessa con la matematica, e diverse centinaia di pagine della sua Histoire, in una serie di digressioni, sono dedicati proprio allo sviluppo di questa scienza, in particolare durante il XVI e il XVII secolo. L′Histoire di Montucla fu una delle fonti di Bailly per il suo Éloge de Leibnitz nel 1768. Non è improbabile, tuttavia, che Bailly conoscesse questo lavoro già quando esso fu pubblicato dieci anni prima, in quanto quella data corrisponde con i suoi primi studi di astronomia e matematica sotto il suo maestro Nicolas-Louis de Lacaille. Addirittura, Lacaille potrebbe aver suggerito a Bailly quest'opera come modello da imitare; del resto nel suo Éloge de l'abbé de Lacaille Bailly osservava che, se fosse vissuto di più «Lacaille avrebbe potuto esse lo storico che è mancato all'astronomia». Probabilmente, allora, Bailly sentiva di stare continuando il lavoro del suo maestro. 
Un altro fattore che ha probabilmente contribuito all'elaborazione di quest'opera è stato il contatto di Bailly con Guillaume Le Gentil. Sebbene Le Gentil fosse stato lontano da Parigi per un decennio, fu proprio Bailly ad occupare il suo seggio all'Accademia delle scienze dal 1763. Dopo il ritorno di Le Gentil, i due lavorarono insieme in veste di osservatori, e Bailly probabilmente fu scosso dall'enorme bagaglio di conoscenze antiche che Le Gentil aveva scoperto in India, e a cui lo stesso Bailly fa frequentemente riferimento nelle opere.
Bailly aveva probabilmente accesso alle note manoscritte di Le Gentil, perché egli fa riferimento nell′Histoire de l'astronomie ancienne a «la relazione del suo viaggio che apparirà a breve».
L'esempio dell′Histoire naturelle di Buffon menzionata da Sainte-Beuve sembrerebbe molto importante in considerazione ai rapporti che esistettero tra Bailly e Buffon. Eppure, anche se questo lavoro era apparso già dal 1749 e Bailly aveva avuto modo di entrare in familiarità con esso, si deve sottolineare però che il volume più significativo, Les Epoques de la nature, apparve solo dopo che la linea principale del pensiero di Bailly era già ormai evoluta. Addirittura, un biografo di Bailly, Merard de Saint-Just, suggerisce che il processo di assunzione teorica andò nella direzione opposta e che fu Buffon ad adottare alcune idee di Bailly: «Buffon nell'adottare le idee di Bailly non ha avuto voglia di dichiarare che lui gliele doveva. Ciononostante le presenta al pubblico come se fossero le sue». In ogni caso ci sono solo quattro riferimenti a Buffon nell′Histoire de l'astronomie ancienne. L'influenza di Buffon su Bailly sarebbe stata molto più predominante nelle opere successive, come le Lettres a Voltaire.
Il ritorno di Le Gentil dall'India coincise con un altro evento letterario in un momento che poteva avere un'influenza decisiva sul pensiero di Bailly: la pubblicazione della traduzione di Anquetil-Duperron degli Zend-Avesta. Questo libro seguiva strettamente la prima traduzione francese dello Shaster da parte di John Zephaniah Holwell. Assieme servivano per stimolare un crescente interesse verso la cultura orientale e contemporaneamente antica, e gran parte delle informazioni contenute in essi trovò un'elaborazione teorica anche negli scritti di Bailly. 
È ragionevole supporre, quindi, che Bailly per alcuni anni (forse già dal suo primo contatto con Lacaille) aveva meditato un lavoro su larga scala relativo alla storia dell'astronomia e forse iniziò a compilare delle annotazioni con questo progetto in mente, che poi fu completato dopo la sconfitta nella lotta per la segreteria dell'Accademia e il successivo ritiro a Chaillot. Inoltre, in definitiva, il ritorno di Le Gentil e la contemporanea comparsa di diversi testi orientali sull'antichità diedero a Bailly la determinazione necessaria per iniziare il suo lavoro partendo dai primissimi inizi della storia dell'umanità.
La concatenazione delle circostanze porrebbe, secondo lo storico Burrows Smith, il terminus a quo della composizione, ovvero l'inizio della stesura, dell′Histoire de l'astronomie ancienne intorno al biennio 1770-1771. Invece la prima menzione di un'eventuale Histoire apparve in un mémoire di Bailly del 18 agosto 1773.

## Contenuto

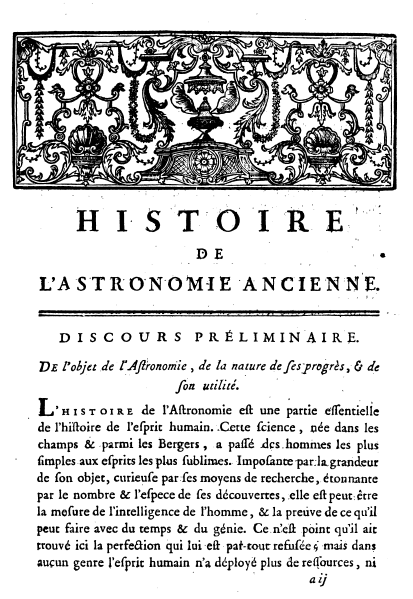
Prima pagina del Discours préliminaire.

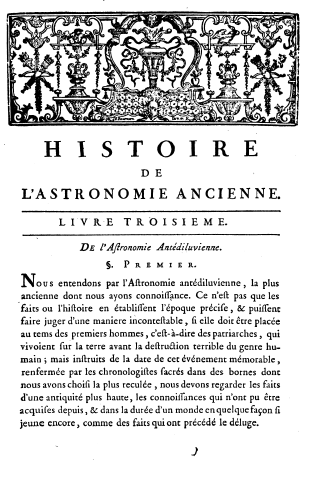
Prima pagina del capitolo De l'astronomie Antédiluvienne.

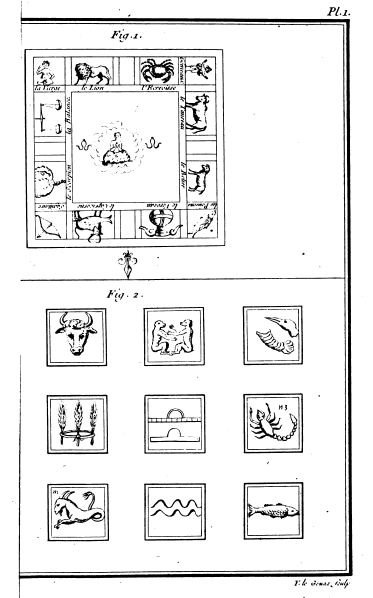
Alcune immagini dell'opera.